# Mariä Heimsuchung (Hohenzell)

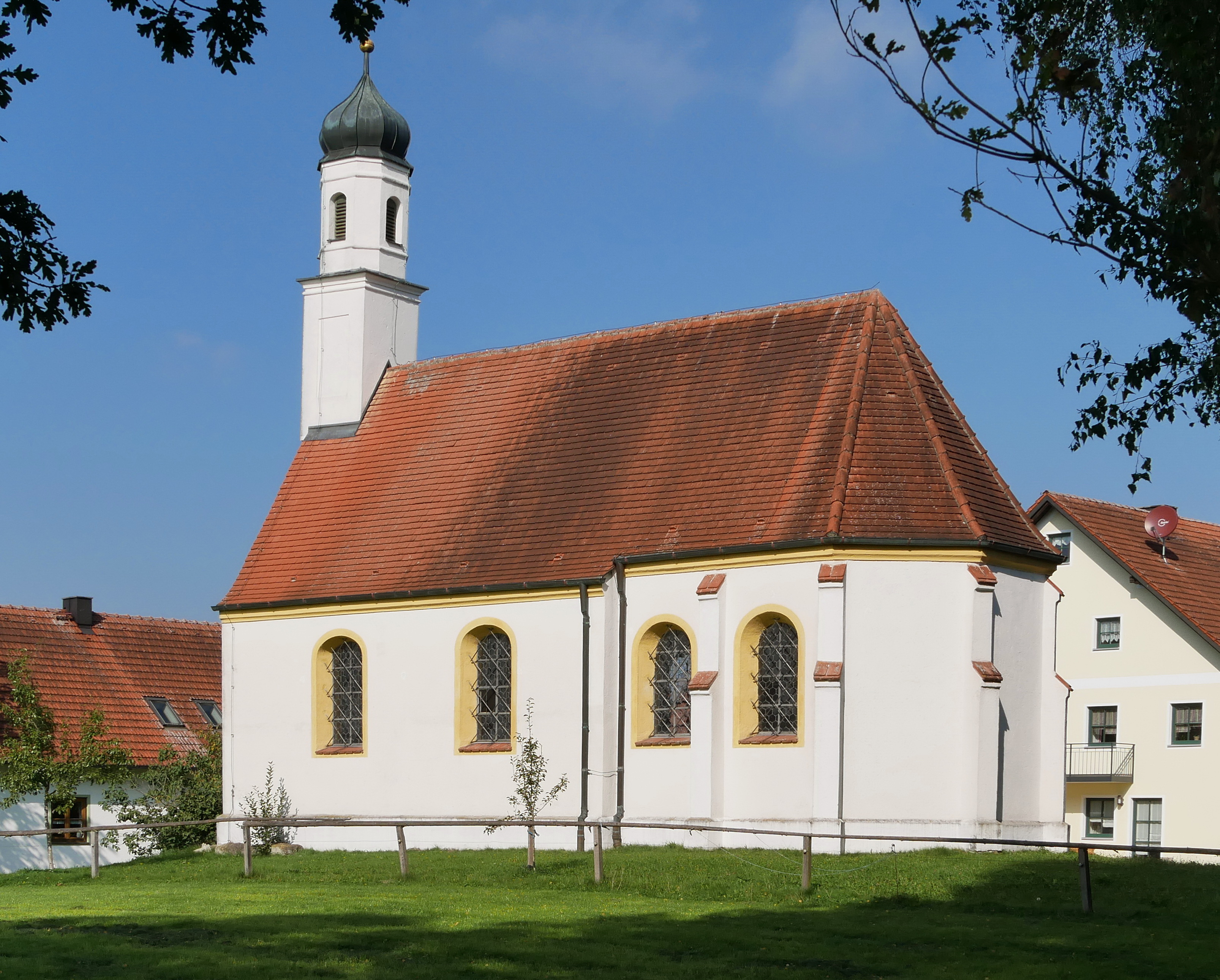
Kirche Mariä Heimsuchung

Die Katholische Filialkirche Mariä Heimsuchung ist eine vermutlich im 15. Jahrhundert erbaute Kirche in Hohenzell im Landkreis Fürstenfeldbruck, gelegen an der Ecke einer spätkeltischen Viereckschanze, die jedoch heute nicht mehr sichtbar ist. Die Ausmaße der Kapelle und deren Ausstattung sind ungewöhnlich für einen vergleichsweise kleinen Weiler.

## Entstehung und Entwicklung
Bei der Freilegung in der Ostwand wurde die Jahreszahl 1457 und das Zeichen des Baumeisters „Y“ gefunden. Die Form der für das Fundament des Altarraums verwendeten Natursteine lässt darauf schließen, dass das Gebäude möglicherweise nicht in einem Zug errichtet wurde und ein dort vorher befindliches Gebäude ersetzte. Dies ist aber derzeit noch Gegenstand der Forschung. Entdeckt wurde das Fundament aus Naturstein im Zuge der Trockenlegung der Wände. 
Diese Bauweise lässt auf die Erbauung während der Zeit der Romanik schließen. Die Wände sind aus Ziegelsteinen gefertigt. Bei dem Gebäude handelt es sich um ein rechteckiges Langhaus mit einem eingezogenen Altarraum und gekehltem Gesims. Das steile Biberdach und der Dachreiter lassen das Gebäude gotisch erscheinen. Die Ausstattung der Kirche stammt aus dem 15. und 16. Jahrhundert.
Im 18. Jahrhundert wurde das Gebäude einer Barockisierung unterzogen. Die Bretterdecke wurde verputzt und die gotischen Gewölberippen entfernt. Das Chorgewölbe erhielt ein Deckenbild in einem Vierpassrahmen mit der Darstellung Gottes, Jesu und Maria, das Langhaus erhielt ein Bild mit dem Leiden Hiobs. Das Eingangstor wurde in einen barocken Rundbogen umgeformt, die ursprüngliche Form ist jedoch noch ansatzweise erkennbar. Auch die Innenausstattung wurde einer Erneuerung unterzogen, so stammt beispielsweise der Hochaltar aus dem 17. Jahrhundert. Der Seitenaltar ist als Zweisäulenretabel ausgeführt und stammt aus derselben Zeit.
Der Hochaltar trägt die figürliche Darstellung der thronenden Maria mit Kind, die von Engeln flankiert wird; von Anna Selbdritt, Joachim, Petrus und Paulus, des Weiteren eine Predella mit der Darstellung der Anbetung der Heiligen Drei Könige. Es finden sich weitere Darstellungen von Josef von Nazarets mit Kind, ein Relief von Mariä Heimsuchung, ein Hochrelief mit Maria und den 14. Nothelfern, außerdem in der Predella ein Gemälde mit der Darstellung des Marientods. 
In der Kirche findet sich außerdem ein großes Tafelbild mit 12 Szenen aus der Passion Christi aus dem 16. Jahrhundert, das aber im Rahmen mit 1751 beschriftet ist. Die reichhaltige Ausstattung erklärt sich dadurch, dass sich zwei der drei Höfe des Ortes im Besitz des Klosters Wessobrunn befanden.